# Albula-Gliederzug
Als Alvra (Rätoromanisch für Albula) werden bei der Rhätischen Bahn (RhB) die ab 2015 beschafften sechsteiligen Gliederzüge mit den Betriebsnummern 5701 bis 5706 bezeichnet. Die Garnituren werden auf der Albulabahn (inklusive Nordzufahrt) im Interregio (IR) zwischen Chur und St. Moritz eingesetzt.

## Geschichte

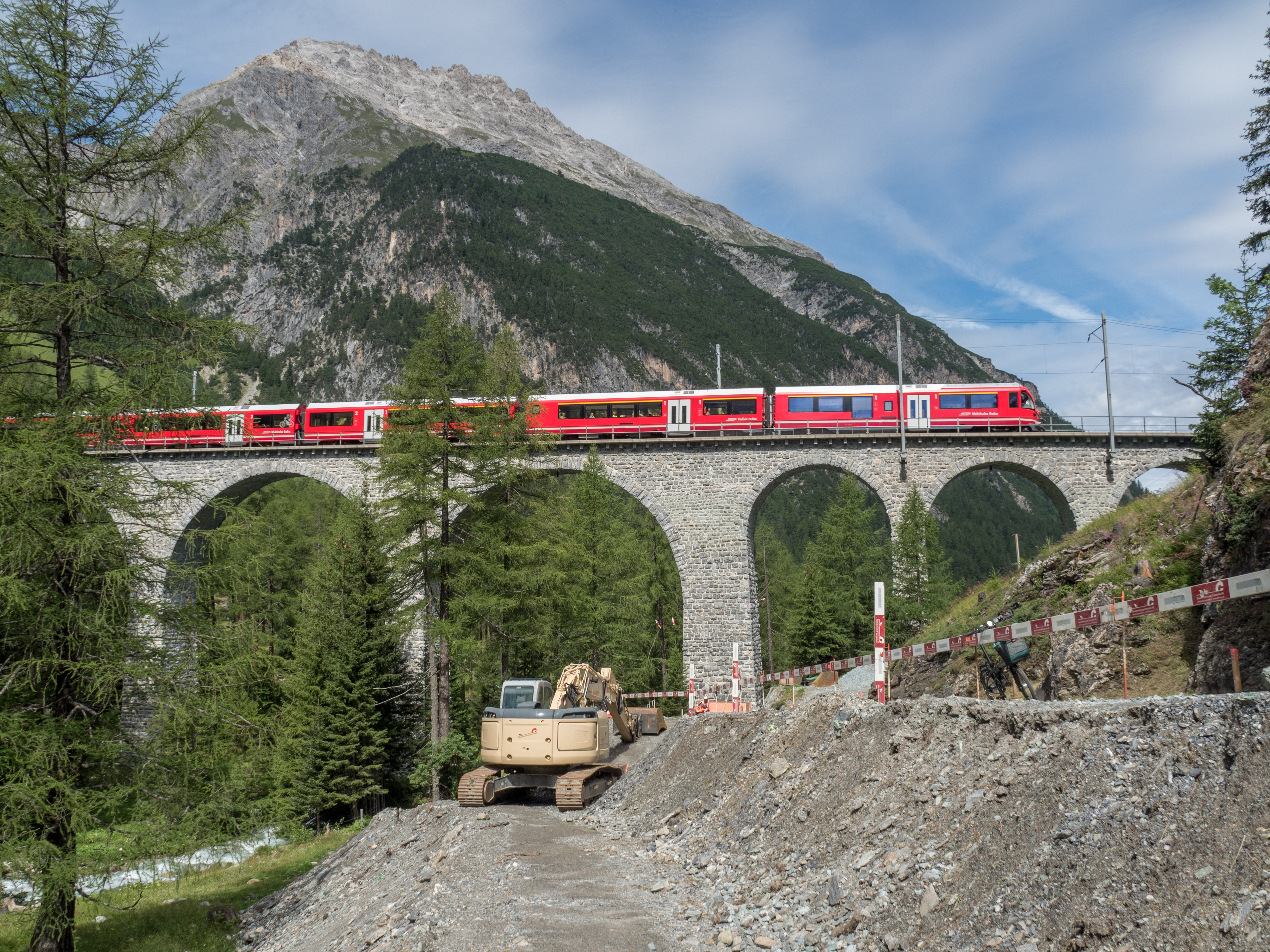
Albula-Gliederzug auf dem Albula-Viadukt III

Im Jahr 2010 hatte die RhB die Beschaffung von sieben Wagengarnituren für die Strecke Chur – St. Moritz ausgeschrieben. Den Zuschlag erhielt im Dezember 2010 Stadler Rail. Später wurde der Auftrag modifiziert, die RhB entschied, die sechsteiligen Züge um einen Steuerwagen zu ergänzen und dafür die Zahl der zu liefernden Kompositionen von sieben auf sechs zu reduzieren. Dies führte zu einer beträchtlichen Verzögerung.
Die Entscheidung, die Züge als Pendelzüge zu betreiben, führte zu umfangreichen Anpassungen. Ursprünglich sollten die Züge aus zwei Erstklass- und vier Zweitklass-Wagen bestehen. Wegen des zusätzlichen reinen Erstklass-Steuerwagens At 578 wurde entschieden, den zweiten Erstklass-Wagen als AB (siehe UIC-Bauart-Bezeichnungssystem für Reisezugwagen) zu konzipieren. Somit stehen insgesamt 90 Plätze in der ersten Klasse zur Verfügung, 20 mehr als bei der ursprünglichen Variante.
Im November 2014 begann der Bau der Züge im Stadler-Werk Altenrhein. Im Dezember 2015 traf der erste Zug mit sechs Wagen in Landquart ein.
Die ersten Alvra wurden 2016 noch ohne Steuerwagen in Betrieb genommen. Am 26. September 2017 sind die letzten drei von sechs Steuerwagen geliefert worden, womit alle Züge komplett sind.

## Aufbau
Allgemein:
Ein Alvra-Gliederzug besteht aus den sechs Wagen der Typen Bi 576, B 574, B 573, B 577, AB 572 und A 570. und verkehrt als einheitlicher Gliederzug zwischen Chur und St. Moritz. Die Wagenkästen sind vom ABe 4/16 abgeleitet. Als Zuglok kommen technisch die Lokomotiven der Reihen Ge 4/4 II und Ge 4/4 III sowie die Triebwagen ABe 8/12 Allegra infrage. Die Mittelwagen sind untereinander kurzgekuppelt und damit im Betrieb nicht trennbar.
Endgliederwagen Bi 576
ist der Endwagen des Gliederzuges mit einem Niederflurbereich in der Mitte. Er hat 41 Sitzplätze der zweiten Klasse, davon im Hochflurbereich je sechs in der Mitte in Längsrichtung zu jeder Seite des Panoramafotoabteils sowie 16 Sitze in Anordnung 2+2 zueinander mit kleinem Tisch in der Mitte sowie im Niederflurbereich 13 Sitze: einmal Anordnung 2+2 zueinander mit kleinem Tisch in der Mitte sowie zweimal in Anordnung 2+1 mit Rollstuhlplatz und kleinem Tisch in der Mitte sowie drei Klappsitze in Längsrichtung. Im Niederflurbereich befindet sich auch ein behindertengerechtes WC.
Der Wagen besitzt am Betriebskuppelende einen den RhB-Normalien entsprechenden Mittelpuffer mit zwei Schraubenkupplungen sowie die elektrischen und pneumatischen Verbindungen für die Energieversorgung, Vielfachsteuerung sowie Druck- und Vakuumbremse. Der Wagenübergang mit Faltenbalg und Übergangsbrücke entspricht ebenfalls den Normen von RhB und MGB. Zusätzlich ist ein klappbarer Rangiertritt mit dazugehörender Handstange vorhanden.
Gliederwagen B 574 und B 573
sind Hochflur-Zwischenwagen mit 64 Sitzplätzen der zweiten Klasse in Anordnung 2+2 zueinander mit kleinem Tisch dazwischen sowie einem Bereich für ein Fahrrad und einen Kinderwagen.
Gliederwagen B 577 mit Familien-, Freizeit- und Multifunktionsabteil
ist ein Hochflur-Zwischenwagen mit zwei Toiletten sowie 32 Sitzplätzen der zweiten Klasse. Der Wagen besteht aus drei Bereichen:
- den Toiletten links und rechts auf der Seite Richtung Endgliederwagen,
- einem Freizeitabteil mit Kinderspielecke und 32 Sitzplätzen in Anordnung 2+2 mit langen Tischen dazwischen sowie
- einem Multifunktionsabteil mit 14 Klappsitzen (je 7 in Längsrichtung), welches für zehn Fahrräder oder Kinderwagen verwendet werden kann.

Gliederwagen AB 572
ist ein Hochflur-Zwischenwagen mit 16 Sitzplätzen der zweiten Klasse in Anordnung 2+2 mit kleinen Tischen sowie 29 Sitzplätzen der ersten Klasse in Anordnung 2+2 sowie 1+1 mit kleinen Tischen und einem Fahrrad- und Kinderwagenplatz.
Endgliederwagen A 570
ist ein Hochflur-Zwischenwagen mit zwei Toiletten und 34 Sitzplätzen der ersten Klasse in Anordnung 2+2 sowie 1+1 mit kleinen Tischen und einem Fahrrad- und Kinderwagenplatz.
Die Ausrüstung des Betriebskuppelendes entspricht dem der Endwagen Bi 576.
Steuerwagen
Passend zu den Gliederzügen beschaffte sechs Steuerwagen At 57801–57806 für die Verpendelung.

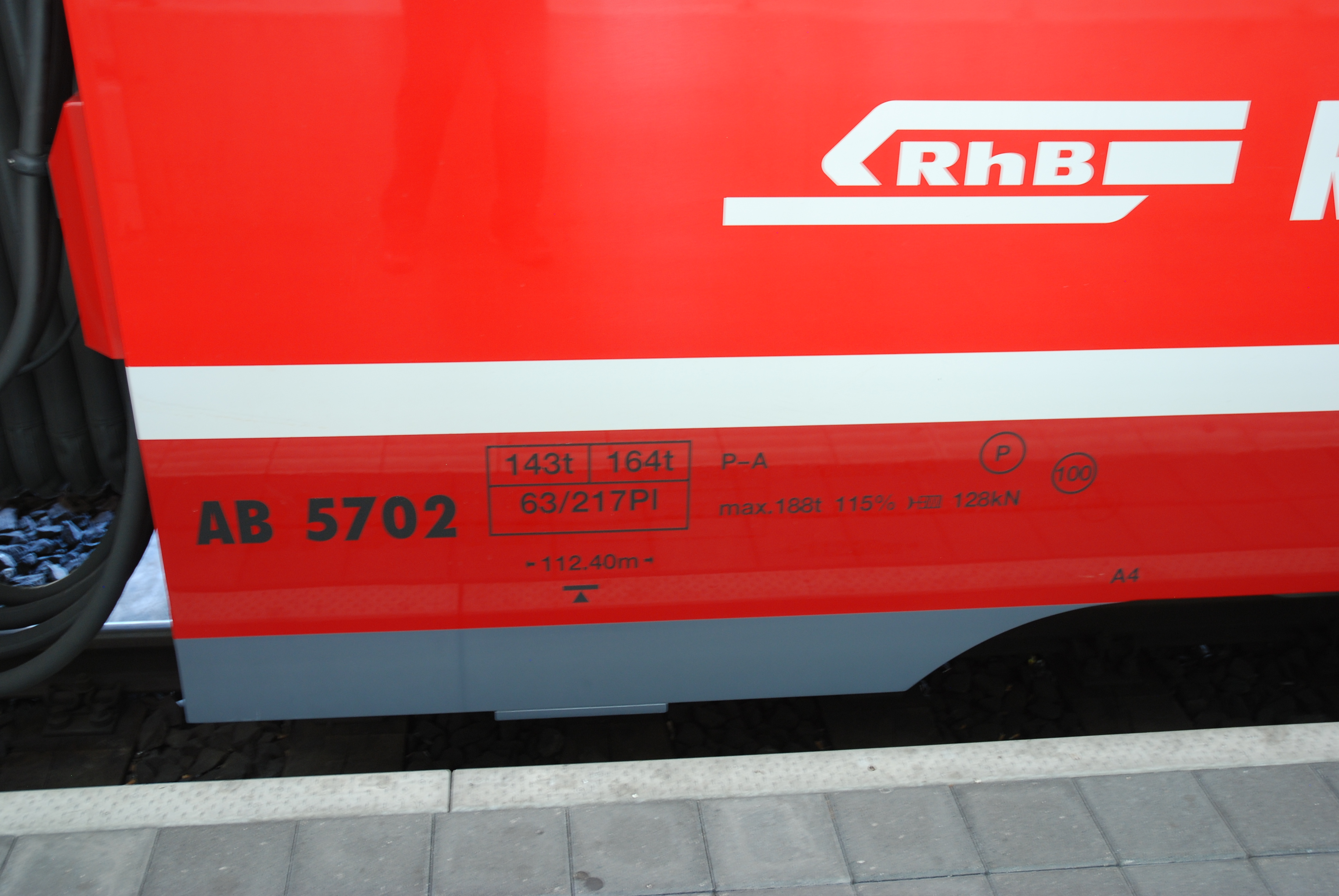
RhB Alvra 5702 Anschriften technische Daten

## Technisches
Die Züge weisen pro Wagenkasten eine breite Doppeltür von 1400 mm sowie aus statischen Gründen beim Wagen Bi eine schmalere Doppeltüre mit einer Breite von 1200 mm auf. Die Türen sind mit bis zu 450 mm ausfahrbaren intelligenten Schiebetritten ausgerüstet, welche je nach Perronhöhe zur Spaltüberbrückung oder als unterste Trittstufe dienen. Im Gegensatz zum bisherigen Wagenmaterial mit Vakuumbremse sind die Einheiten nur mit Druckluftbremsen ausgestattet. Deshalb sind als Traktionsmittel ausschliesslich auf Druckluftbremse umgebaute Lokomotiven der Serien Ge 4/4 II und III sowie die Allegra-Triebzüge ABe 8/12 geeignet. Wegen der bisher niedrigen Heizspannung von nur 320 V auf der RhB mussten zu Heizwagen umgebaute Gepäckwagen in die Züge eingereiht werden. Die neuen Züge verfügen deshalb über eine Heizspannung von 1000 V, damit sie autonom verkehren können. Die Fahrgasträume sind durchgängig mit einer CO2-gesteuerten Klimaanlage ausgerüstet und haben Boden- und Wandheizung. Die Wagenkästen bestehen aus Aluminium-Strangpressprofilen, sie laufen auf luftgefederten Laufdrehgestellen. Die Fahrzeugleittechnik ist zugbusgesteuert und mit Diagnoserechnern ausgerüstet. Die wichtigsten Systeme sind redundant ausgelegt. Innerhalb des Zuges sind die Wagen kurzgekuppelt und bieten breite Wagenübergänge. Der Zug besitzt ein intelligentes Licht- und Energiemanagement. Im Gegensatz zu älteren Wagen der RhB sind die Fenster im Allgemeinen hermetisch verschlossen und können nicht geöffnet werden. Die Schiebefenster im Panoramafotoabteil des Wagen Bi 576 lassen sich jedoch elektrisch öffnen.

## Betrieb
Nach einer langen Erprobungszeit setzt die RhB seit dem 22. Oktober 2018 einen, seit dem 11. November 2018 zwei der neuen sechsteiligen Albula-Gliederzüge zusammen mit je einem Steuerwagen At und einer Ge 4/4 III im Fahrgastverkehr zwischen Chur und St. Moritz ein. Die Komposition wird dabei in Richtung Engadin gezogen, nach Chur jeweils geschoben. Ende Oktober standen für die Kompositionen vier umgebaute Ge 4/4 III mit der benötigten Dualbremse zur Verfügung.
Seit dem 23. Dezember 2017 wird in den Abteilen der ersten Klasse bei Dunkelheit das Licht gedimmt.